# Aérodrome de Saurimo
L'aérodrome de Saurimo (portugais : Aeroporto de Saurimo, (code IATA : VHC • code OACI : FNSA) est un aéroport desservant la ville de Saurimo dans la province du Lunda-Sud, en Angola. Il était autrefois connu comme  Aéroport Henrique de Carvalho.

## Situation
| \| 100 km1:5 636 000 \| Cabinda Catumbela Huambo Kuito Luanda Lubango Luéna Ménongue Moçâmedes Ondjiva Saurimo Soyo M'banza · Congo Aéroport international d'Angola |
| 100 km1:5 636 000 |

Carte statique des aéroports de l'Angola.Carte dynamique des aéroports de l'Angola.

## Compagnies et destinations
| Compagnies           | Destinations               |
| -------------------- | -------------------------- |
| Fly Angola           | Luanda-Quatro de Fevereiro |
| TAAG Angola Airlines | Luanda-Quatro de Fevereiro |

Édité le 25/06/2017  Actualisé le 25/10/2023